# Cruz de los Milagros
Cruz de los Milagros es una localidad y municipio argentino, ubicada en el departamento Lavalle de la provincia de Corrientes. Está ubicada a 1 km del río Santa Lucía , a 12 km del río Paraná y a 185 km de la ciudad capital. El municipio comprende las islas Marianetas, y Tunas.

## Historia y toponimia
Debe su nombre a la cruz de los milagros, una rústica cruz de madera que es venerada en Corrientes por una historia según la cual la misma no pudo ser quemada durante un ataque aborigen.
El nombre original del paraje fue “Salinas”, denominación vinculada a la presencia de depósitos salinos que quedaban visibles en las orillas del río Santa Lucía durante los períodos de sequía, fenómeno frecuente en la región. Posteriormente, la localidad adoptó el nombre de Cruz de los Milagros en referencia a una cruz de madera a la que la tradición popular atribuye carácter milagroso. Según relatos históricos, durante un ataque de comunidades indígenas, la cruz fue arrojada al fuego, pero no pudo ser consumida por las llamas, lo que fue interpretado como un hecho prodigioso por los habitantes. La cruz fue trasladada posteriormente a la ciudad de Corrientes, donde es objeto de veneración y celebración religiosa.
El poblado de Cruz de los Milagros tiene sus orígenes en pequeños asentamientos rurales ligados a la explotación de salinas y a la cría de ganado menor. Su ubicación estratégica en cercanías del río Santa Lucía favoreció la formación de una comunidad estable, cuya economía se consolidó a partir de actividades agropecuarias y forestales. A lo largo del siglo XX, la localidad fue integrándose de manera gradual a la red de caminos provinciales y a la estructura administrativa del departamento Lavalle, lo que facilitó su desarrollo institucional y demográfico.

## Geografía
El casco urbano se encuentra a aproximadamente 1 km de la margen del río Santa Lucía y a unos 12 km de la ribera del río Paraná, dentro de una zona caracterizada por llanuras y bajos aluvionales. La jurisdicción municipal incluye, además, las islas Marianetas y Tunas sobre el río Paraná.
El municipio se localiza a 185 km al norte de la ciudad de Corrientes, capital provincial. El relieve de la zona es predominantemente llano, con escasas elevaciones y presencia de lagunas y esteros en áreas bajas. Los suelos son de origen aluvial, aptos principalmente para pasturas y ciertas actividades agropecuarias y forestales. La hidrografía local está determinada por los ríos Santa Lucía y Paraná, cuyos desbordes periódicos influyen en la dinámica ambiental y en las actividades productivas de la región.

## Vías de comunicación
Su principal vía de acceso es la ruta provincial 81, que la comunica al sur con Santa Lucía, y al norte con la ruta nacional 123.

## Infraestructura
Cuenta con tres escuelas y una estación sanitaria.

## Población
Cuenta con 143 habitantes (Indec, 2010), lo que representa un incremento del 70,2% frente a los 84 habitantes (Indec, 2001) del censo anterior.
| Gráfica de evolución demográfica de Cruz de los Milagros entre 1991 y 2010 |
|                                                                            |
| Fuente: Censos nacionales del INDEC                                        |